# 青地清二
青地 清二（あおち せいじ、1942年6月21日 - 2008年8月14日）は、北海道小樽市出身のスキージャンプ選手。身長167cm、体重66kg。

## 経歴・人物
小樽緑陵高校（現在の小樽商業高校）から明治大学を経て雪印乳業（現在の雪印メグミルク）に所属。
1967年の全日本スキー選手権大会ジャンプ90m級で優勝した。
1970年3月には宮の森ジャンプ競技場の当時のバッケンレコード85.5mを記録している。
1968年のグルノーブルオリンピックで五輪に初出場したが、90m級で26位に終わる。（4年後の札幌オリンピックの開催が決まっていた日本は、この大会に過去最高の62選手を送り込んだが、メダルはおろか6位入賞すら果たせなかった。）
1972年の札幌オリンピックで2度目の五輪出場を果たし、70m級で銅メダルを獲得した。金メダルの笠谷幸生、銀メダルの金野昭次と共に日本人3人で表彰台を独占し「日の丸飛行隊」と呼ばれた。
この時の2本目のジャンプは、空中でバランスを崩しかけた完全な失敗ジャンプであったが、そこから立て直し、驚異的な粘りを見せて77.5mまで飛距離を伸ばし、関係者を驚嘆させた。

このジャンプについて笠谷幸生が「青地さん以外ならみんな墜落していた」と評している。
現役引退後は雪印の社業に専念し、スキー界から離れたものの、選手OBとしてジャンプ界を応援し続けていた。また、原田雅彦が入社した際にも、原田が配属されたアイスクリーム課の課長として、原田に社会人としての心構えを教えたのも青地であった。
2008年8月14日10時26分、胃がんのため、札幌市内の病院で死去した。66歳没 。晩年はガンとの闘病が続いていたものの、退院後にジャンプについての本を書き、売り上げを青少年ジャンパーのための基金にする構想を描いていたが、志半ばでの死去であった。

## 日本国内での主な競技成績
- 1966.01.09(日)第7回NHK杯ジャンプ大会　優勝
- 1966.01.30(日)第21回北海道スキー選手権大会兼国体予選兼全日本選手権予選成年組　優勝
- 1967.02.26(日)第45回全日本スキー選手権大会90m級　優勝
- 1967.03.01(火)第9回HBCカップジャンプ競技会　優勝
- 1968.03.07(木)第7回STV杯争奪ジャンプ大会　優勝
- 1970.03.01(日)第41回宮様スキー競技大会70ｍ級 成年組　優勝
- 1970.03.19(木) 札幌オリンピック特別強化選手選考記録会第1戦
- 1970.03.20(金) 札幌オリンピック特別強化選手選考記録会第2戦
- 1970.03.21(土) 札幌オリンピック特別強化選手選考記録会第3戦
- 1972.01.08(土)第14回HBCカップジャンプ競技会　優勝
- 1974.01.31(木)第15回NHK杯ジャンプ大会　優勝
- 1975.01.19(日)第30回全道スキー選手権大会壮年組　優勝
- 1976.01.25(日)第31回北海道スキー選手権大会壮年組　優勝
- 1976.02.17(火)第31回国民体育大会冬季大会純ジャンプ成年三部　優勝

※記録は「北海道新聞縮刷版」各年版に依る

## 脚註
1. ↑  “【冬季オリンピックメモリーズ】 歴代日本代表選手名簿：1972年札幌大会”. web.archive.org (2016年6月29日). 2020年3月27日閲覧。
2. ↑  （北海道新聞2008年8月20日朝刊　伊藤龍治「追悼　青地清二さん　天国へ美しく"ジャンプ"」より）